# Sida turneroides
Sida turneroides är en malvaväxtart som beskrevs av Standley. Sida turneroides ingår i släktet sammetsmalvor, och familjen malvaväxter. Inga underarter finns listade i Catalogue of Life.